# Belgisches Heer

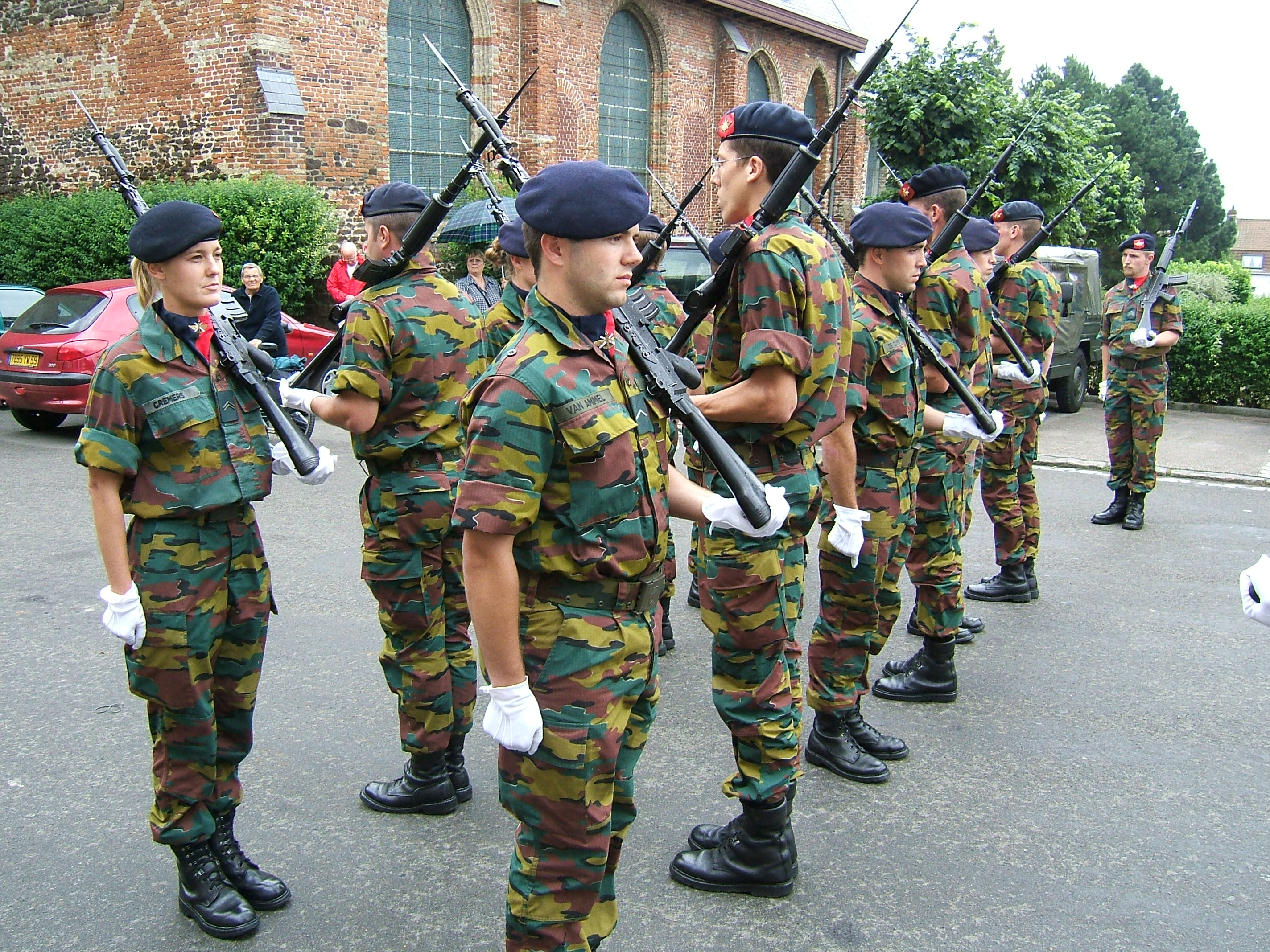
Belgisches Drillteam

Das Belgische Heer stellt die Heereskomponente der belgischen Streitkräfte dar. Der belgische König ist der Oberbefehlshaber.
Der Kommandant der Landkomponente ist Generalmajor Jean-Pol Baugnée (seit 7. Juni 2023).

## Organisation

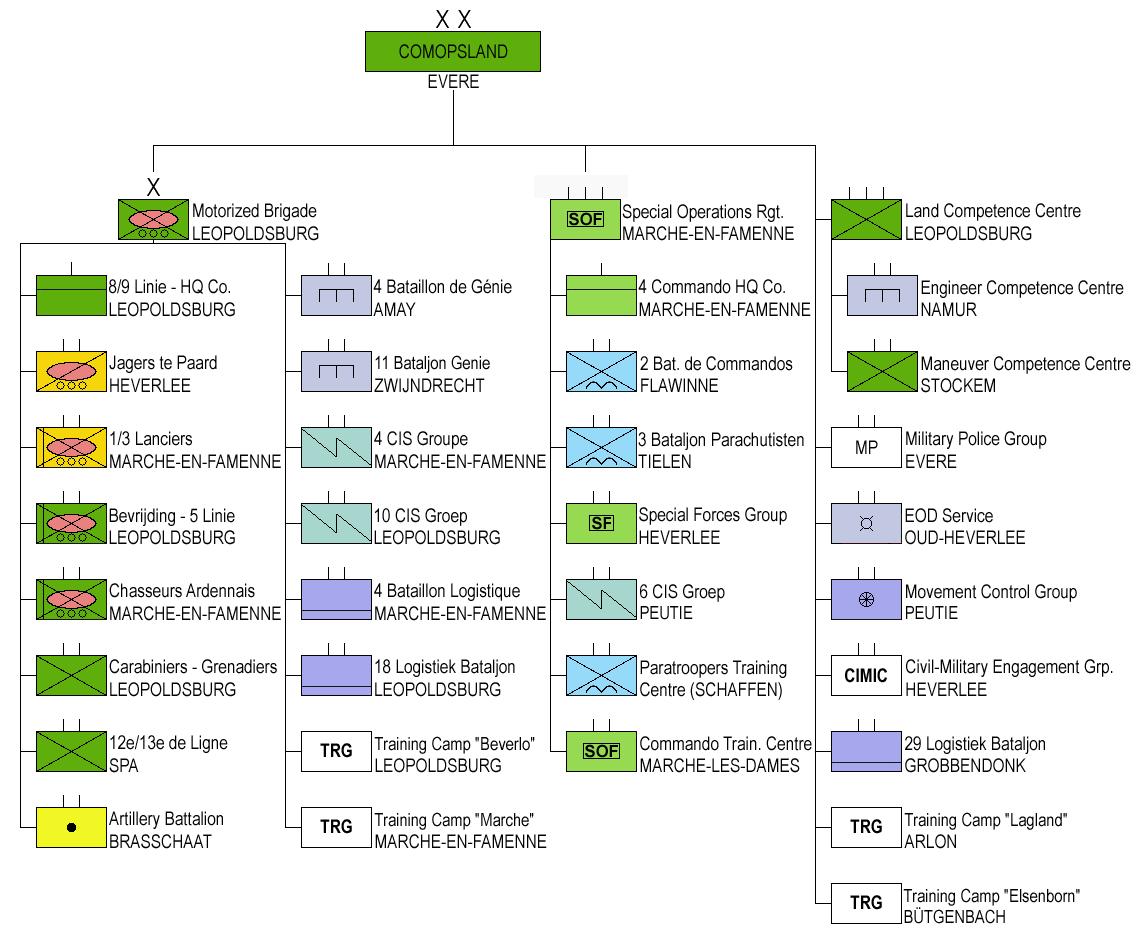
Gliederung des belgischen Heeres Stand 2019

Zur Flexibilisierung der Einsatzmöglichkeiten sind die Heeresverbände in die drei Einsatzbereiche Kampf-, Kampfunterstützung- und Einsatzunterstützungsverbände unterteilt:
Dem Kommando Landkomponente (COMOPSLAND) unterstehen (Stand 2019) eine motorisierte Brigade, ein Regiment Spezialkräfte und weitere Unterstützungstruppen:
- Motorisierte Brigade
  - Stabskompanie
  - 5 Infanteriebataillone
  - 1 Artilleriebataillon
  - 1 ISTAR-Bataillon
  - 2 Pionierbataillone
  - 2 Fernmeldegruppen
  - 2 Logistikbataillone
  - 2 Truppenübungsplätze
- Regiment Spezialkräfte
  - Stabskompanie
  - 1 Luftlandebataillon (vormals 3./Para-Commando-Brigade)
  - 1 Commandobataillon
  - 1 Gruppe Spezialkräfte
  - 1 Fernmeldegruppe
  - Schulen für Luftlande- und Commandotruppen
- 1 Militärpolizei-Gruppe
- 1 Kampfmittelbeseitigungs-Gruppe
- 1 Movement Control Group
- 1 InfoOps-Gruppe (PSYOPS, CIMIC)
- 2 Fernmeldegruppen
- 1 Logistikbataillon
- 2 Truppenübungsplätze

## Ausrüstung
Die belgische Armee verfügt über keine Kampfpanzer mehr. Bereits bis ins Jahr 2015 wurden sämtliche Kettenfahrzeuge (ausgenommen die Brückenlegepanzer Biber) gegen Radfahrzeuge ausgetauscht. Der letzte Schuss aus einem Kampfpanzer Leopard 1 wurde am 10. September 2014 durch Generalmajor Hubert de Vos auf dem Truppenübungsplatz Bergen-Hohne abgegeben. Die aktuelle Planung sieht vor, dass die belgische Landkomponente bis ins Jahr 2030 umfassend neu ausgerüstet werden soll. Hierzu gehört eine Bestellung über 417 VBMR Griffon und 60 EBRC Jaguar, mit deren Auslieferung im Jahr 2025 begonnen werden soll.
| Bezeichnung                 | Herkunft                   | Verwendung                                         | Anzahl                     | Bild                       | Bemerkung |
| Direkte Feuerunterstützung  | Direkte Feuerunterstützung | Direkte Feuerunterstützung                         | Direkte Feuerunterstützung | Direkte Feuerunterstützung | Direkte Feuerunterstützung |
| --------------------------- | -------------------------- | -------------------------------------------------- | -------------------------- | -------------------------- | --- |
| EBRC Jaguar                 | Frankreich                 | Panzerspähwagen                                    | 0 von 60 bestellten        |                            | 60 Fahrzeuge als Ersatz für den Piranha DF30 & DF90 bestellt |
| Geschützte Radfahrzeuge     |                            |                                                    |                            |                            | |
| Piranha IIIC                | Schweiz                    | Radpanzer                                          | 138                        |                            | Wird ab 2025 durch das VBMR Griffon ersetzt. - 64 FUS gepanzerte Mannschaftstransporter - 19 DF30: Feuerunterstützungsversion mit MK44 Bushmaster II in einer ORCWS-30 - 18 DF90: Feuerunterstützungsversion mit einer 90 mm-Kanone - 14 CP, die als mobiler Gefechtsstand dienen - 9 Reparatur- und Bergungsvarianten - 8 Ingenieur-Varianten - 6 Krankenwagen |
| Pandur I                    | Österreich                 | Schützenpanzer                                     | 59                         |                            | 44 Fahrzeuge werden derzeit einem Mid-Life-Update unterzogen, um die Nutzungsdauer bis 2035 zu verlängern. Das Fahrzeug erhält eine ballistische Panzerung, Minenschutz, Slat-Panzerung, eine fernbedienbaren 12,7 mm Waffenstation und eine Motoraufrüstung. - 45 Aufklärungsvarianten - 10 Ambulanz-Varianten - 4 Wartungsvarianten |
| VBMR Griffon                | Frankreich                 | Radpanzer                                          | 0 von 382 bestellten       |                            | 382 bestellt als Ersatz für den Piranha und Dingo 2 |
| ATF Dingo 2 MPPV            | Deutschland                | MRAP                                               | 218                        |                            | Wird ab 2025 durch das VBMR Griffon ersetzt. 2 Fahrzeuge wurden 2019 durch IED in Mali zerstört - 156 FUS-Varianten für Truppentransport - 52 Kommandoposten (CP) - 10 Ambulanz-Varianten |
| Oshkosh JLTV                | Vereinigte Staaten         | MRAP                                               | 0 von 322 bestellten       |                            | 322 Fahrzeuge bestellt, um den Iveco LMV als neues Führungs- und Verbindungsfahrzeug zu ersetzen. - 135 Fahrzeuge bewaffnet mit einer leichten fernbedienbaren Waffenstation deFNder des belgischen Herstellers FN Herstal mit einem 7,62-mm-Maschinengewehr - 20 Ambulanz-Varianten |
| Iveco LMV                   | Italien                    | Light Multirole Vehicle (LMV)                      | 439                        |                            | Wird durch den Oshkosh JLTV ersetzt. 80 Fahrzeuge bleiben im Einsatz |
| Fahrzeuge der Spezialkräfte |                            |                                                    |                            |                            | |
| Jankel FOX RRV              | Vereinigtes Königreich     | Geländewagen mit modularer Schutzausstattung - SOF | 108                        |                            | Das Rapid Response Vehicles (RRVs) des britischen Herstellers Jankel wird für den Einsatz seit 2016 bei den Spezialkräften beschafft und basiert auf dem Toyota Land Cruiser. Die Fahrzeuge erhalten eine abnehmbare Panzerung zur Erhöhung des ballistischen und Minenschutzes und werden mit einer 360°-Ringlafette ausgestattet, die mit einem 12,7-mm-Maschinengewehr oder einem automatischen Granatwerfer bewaffnet werden kann. |
| Jankel LTTV                 | Vereinigtes Königreich     | Leichtes geschütztes Fahrzeug - SOF                | 199                        |                            | Ebenfalls von Jankel wurden 2018 199 Fahrzeuge bestellt, um die in die Jahre gekommenen Unimog JACAM und Unimog 1350l der Spezial- und Paracommando-Einheiten zu ersetzen. Das Light Troop Transport Vehicles (LTTVs) basiert auf der Plattform des Unimog U5000. Es verfügt über abnehmbare Missionsmodule, die es ermöglichen, das Fahrzeug umzurüsten und so die Vielseitigkeit der Einsatzplattform zu erhöhen. Zusätzlich erhalten die Fahrzeuge Neben eine Reihe voll integrierter militärischen Subsystemen, wie einen abnehmbaren ballistischen Schutz, ein Roll-Over-Protection-System (ROPS), Waffenhalterungen und eine Kommunikationsausrüstung. - 27 Module für Spezialeinheiten - 140 Truppentransport-Module - 8 Ambulanz-Aufbaumodule - 24 Logistik-Module |
| Artillerie                  |                            |                                                    |                            |                            | |
| CAESAR NG                   | Frankreich                 | selbstfahrendes Artilleriesystem                   | 0 von 28 bestellten        |                            | Im Rahmen des erweiterten Programms Capacité Motorisée (CaMo) beschafft Belgien neun Radhaubitzen des Typs CAESAR NG. Der Vertrag hat ein Beschaffungsvolumen von 62 Millionen Euro. Die Haubitzen sollen ab 2027 geliefert werden. Ende Juni 2022 wurden weitere 19 Radhaubitzen bestellt. |
| Gepanzerte Bergefahrzeuge   |                            |                                                    |                            |                            | |
| Soframe HRV                 | Frankreich                 | Gepanzertes Bergungsfahrzeug                       | 0 von 28 bestellten        |                            | 28 Fahrzeuge bestellt. Werden mit der leichten fernbedienbaren Waffenstation deFNder des belgischen Herstellers FN Herstal bewaffnet sein, die mit einem 7,62-mm-Maschinengewehr ausgestattet wird. - 15 Combat Recovery Vehicles (CRV) - 13 Geschützte Bergungsfahrzeuge (PRV) |
| Lastkraftwagen              |                            |                                                    |                            |                            | |
| Unimog 1.9T                 | Deutschland                | leichter LKW                                       | 61                         |                            | - 10 Unimog 1.9T 4×4 JACAM - 47 Unimog 1.9T 4×4 Mistral - 4 Unimog 1.9T 4×4 |
| Iveco M250                  | Italien                    | mittelschwerer Lkw                                 | 400                        |                            | 350 mit optionalen abnehmbaren ballistischen Schutzkits |
| Iveco ALC 8x4               | Italien                    | schwerer Allrad-LKW                                | 149                        |                            | seit 2004 in Dienst |
| Mercedes-Benz Actros        | Deutschland                | mittelschwerer Lkw                                 | 60                         |                            | seit 2002 in Dienst |
| Renault Kerax               | Frankreich                 | Abschleppwagen                                     | 27                         |                            | seit 2001 in Dienst |
| Scania T144                 | Schweden                   | Schwertransport                                    | 26                         |                            | seit 2002 in Dienst |
| Groundhog                   | Vereinigtes Königreich     | Geländewagen                                       | 38                         |                            | seit 2009 in Dienst |
| M-Gator                     | Vereinigte Staaten         | Leichtes Nutzfahrzeug                              | unbekannt                  |                            | für die medizinische Evakuierung |